# Xanthoparmelia amplexula
Xanthoparmelia amplexula är en lavart som först beskrevs av Stirt., och fick sitt nu gällande namn av Elix & J. Johnst. Xanthoparmelia amplexula ingår i släktet Xanthoparmelia och familjen Parmeliaceae.   Inga underarter finns listade i Catalogue of Life.